# 周玉华
周玉华（1951年—），山东安丘人，汉族，中华人民共和国政治人物、第十一届全国人民代表大会山东地区代表。
毕业于中央党校导师制在职研究生班法学理论专业，是中共党员。担任山东省高级人民法院院长。2008年起担任全国人大代表。